# Facultad de Enfermería, Fisioterapia y Podología (Universidad Complutense de Madrid)
La Facultad de Enfermería, Fisioterapia y Podología de la Universidad Complutense de Madrid (UCM) está situada en la Plaza de Ramón y Cajal de la Ciudad Universitaria de Madrid. Se encuentra junto a las facultades de Farmacia y Odontología y dentro del edificio de la Facultad de Medicina pero es una facultad independiente de esta última. En el año 2012, al igual que otras escuelas de la UCM, cambió su nombre. Hasta ese año era conocida como la Escuela Universitaria de Enfermería, Fisioterapia y Podología. Su festividad patronal es el 8 de marzo, San Juan de Dios.

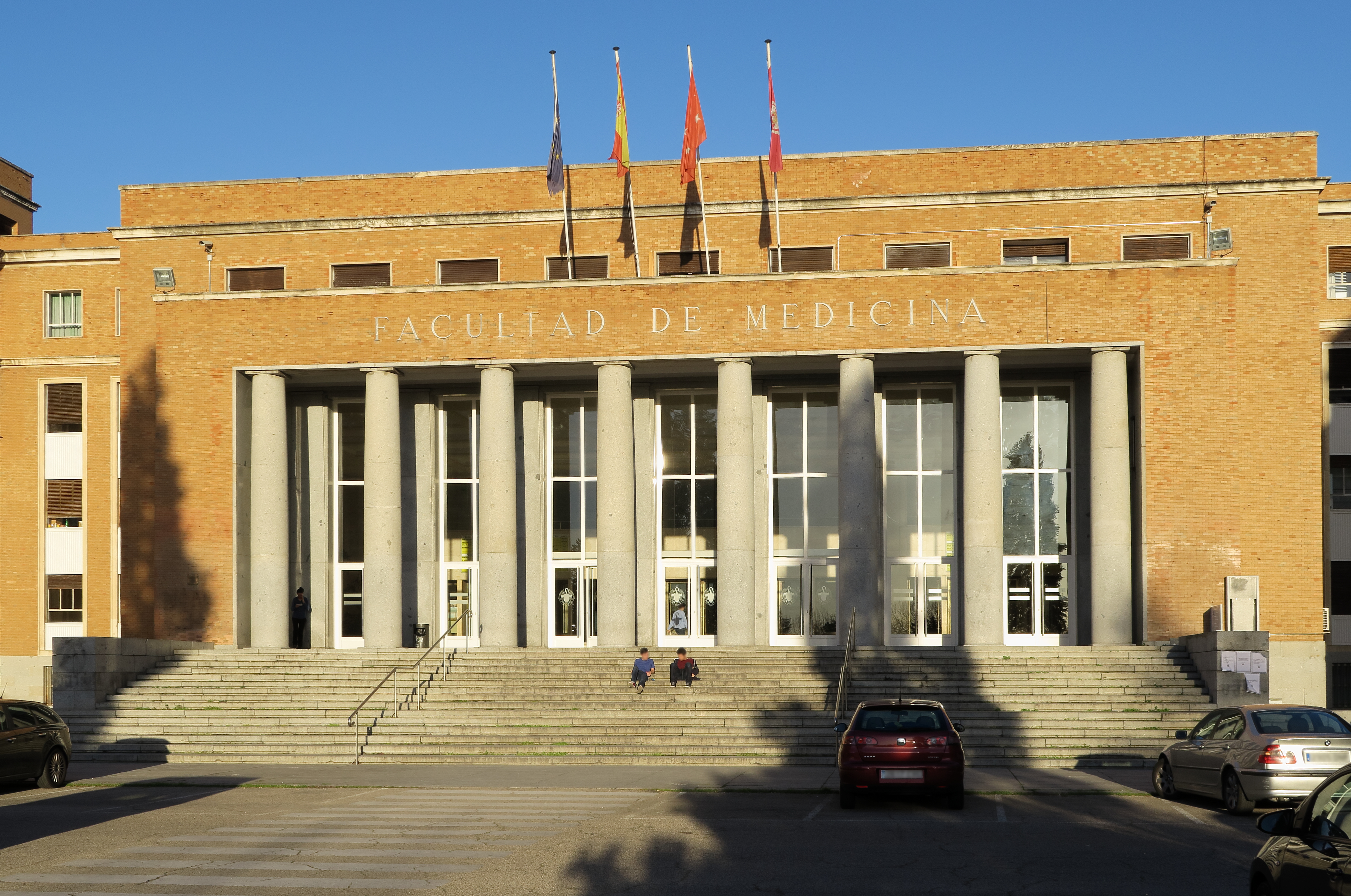
Facultad de Medicina, Pabellón Central

## Estudios[12]

### Programas degrado
- Grado en Enfermería.
- Grado en Fisioterapia.
- Grado en Podología.

### Programas demáster
- Máster Universitario en Investigación en Cuidados de la Salud.

### Programas dedoctorado
- Doctorado en Cuidados en Salud.

### Programas detítulo propiode la UCM
- Máster Propio UCM en Fisioterapia Manual Avanzada.
- Máster Propio UCM en Hemodiálisis para Enfermería.
- Especialista en Fisioterapia Deportiva.
- Experto en Biomecánica y Ortopedia de la Extremidad Inferior en la Actividad Física.
- Experto en Equitación Terapéutica.
- Experto en Fisioterapia Neurológica.
- Experto en Podología Médico-Quirúrgica del Pie.
- Experto en Psicomotricidad Terapéutica.[13]

## Departamentos[14]
- Departamento de Enfermería.

## Clínicas
La facultad tiene adscritos varios centros, algunos son clínicas:
- Instituto Complutense de Mediación y Gestión de Conflictos.
- Instituto Universitario de Drogodependencias.
- Clínica Universitaria de Podología.
- Centros Sanitarios adscritos para las Prácticas Clínicas.